# 米蘭達 (卡拉波波州)
米蘭達（西班牙語：Miranda），是委內瑞拉的城鎮，位於該國北部卡拉波波州，是米蘭達市的首府，面積145平方公里，主要經濟活動是農業和畜牧業，2011年人口30,788。